# Clã Drummond
O Clã Drummond é um clã escocês da região das Terras Altas, do distrito de Perthshire, Escócia.
O atual chefe é John Drummond, 9.º Conde de Perth.
Atual chefe dinástico da Casa Real de Arpades em Portugal e Brasil é Leopoldo Humberto Frederico Nóbrega de Drummond Ludovice, presidente do Instituto Casa Real de Arpades.  